# Montereale Valcellina
Montereale Valcellina (friuli nyelven Montreâl) település Olaszországban, Friuli-Venezia Giulia régióban, Pordenone megyében. Lakosainak száma 4219 fő (2023. január 1.). Montereale Valcellina Aviano, Maniago, Vajont, Andreis, Barcis és San Quirino községekkel határos.

## Népesség
A település lakossága az elmúlt években az alábbi módon változott:
| Lakosok száma | 4415 | 4365 | 4219 |
|               | 2017 | 2018 | 2023 |